# François de Schaetzen
Pour les articles homonymes, voir Schaetzen.
François Joseph Oscar Marie, baron de Schaetzen, né le 10 octobre 1875 à Tongres et y décédé le 16 septembre 1956  est homme politique belge flamand, membre du parti catholique.
Docteur en droit (ULg), il fut commissaire d'arrondissement. Il fut créé baron en 1929.

## Carrière politique
- 1908-1911: conseiller communal de Tongres;
- 1912: conseiller communal à Nerem;
- 1924: bourgmestre de Nerem;
- 1904-1911: conseiller provincial de la province de Limbourg (Belgique);
- 1911-1929: député de l'arrondissement de Tongres-Maaseik, en suppléance de Camille Desmaisières.

## Généalogie
- Il est le fils de Oscar de Schaetzen, chevalier (1836-1907) et de Marie-Hubertine de Corswarem (1845-1919).
- Il épousa en 1902 Maria Roelants (1879-1960) ;
  - Ils eurent trois fils : Philippe, baron (1903-1973), Xavier, chevalier (1905-1982), Guy, chevalier, Président de la Cour de Cassation (1913-1984).

## Sources
- Bio sur ODIS
- Arbre généalogique